# Grande Traversière
La Grande Traversière (3.496 m s.l.m.) è una montagna delle Alpi della Grande Sassière e del Rutor nelle Alpi Graie. Si trova in Valle d'Aosta lungo la cresta di montagne che separa la Valgrisenche dalla Val di Rhêmes.

## Accesso alla vetta
Per salire sulla vetta si può partire dalla Valgrisenche e passando dal Rifugio Mario Bezzi; si può partire dalla Val di Rhêmes e passando dal Rifugio Gian Federico Benevolo.